# Lastaurus transiens
Lastaurus transiens är en tvåvingeart som först beskrevs av Walker 1849.  Lastaurus transiens ingår i släktet Lastaurus och familjen rovflugor.
Artens utbredningsområde är Venezuela. Inga underarter finns listade i Catalogue of Life.